# Pterophyllum altum
Pterophyllum altum is een straalvinnige vissensoort uit de familie van de cichliden (Cichlidae). De wetenschappelijke naam van de soort werd gepubliceerd in 1903 door Jacques Pellegrin.

## Uiterlijke kenmerken
Pterophyllum altum is te onderscheiden van zijn familiegenoten door zijn zadelbek. Deze inwaartse knik komt enkel bij deze soort voor. Buiten dit kenmerk is enkel de uitgegroeide grootte een middel tot onderscheiding. Deze is namelijk groter dan bij de andere twee Pterophyllum-soorten, vooral in de hoogte (vandaar de naam altum, hoog in het Latijn).